# José Martínez Alejos
José Martínez Alejos (Alacant, 1897 - 1967) fou un advocat i polític falangista alacantí, president de la Diputació d'Alacant durant el franquisme.
Es llicencià en dret a la Universitat de Múrcia i des de 1932 treballà com a fiscal substitut a l'Audiència Provincial d'Alacant. També va donar classes a l'Escola de Magisteri. El 1934 es va afiliar al Partit Republicà Independent de Joaquín Chapaprieta Torregrosa, però el 1935 va ingressar a la Falange Espanyola. Va ser advocat assessor i defensor en judici de destacats falangistes alacantins com César Elguezábal Hernández, Felipe Bergé o José Ibáñez Musso. En fracassar el cop d'estat del 18 de juliol a Alacant fou destituït dels seus càrrecs i empresonat.
En acabar la guerra civil espanyola fou alliberat per les autoritats franquistes i el maig de 1939 fou nomenat president de la Diputació d'Alacant, càrrec que va ocupar fins al maig de 1949. El 1940 també fou nomenat delegat de política municipal i foment, el 1946 fou nomenat procurador en Corts i de 1948 a 1949 fou degà del Col·legi d'Advocats d'Alacant. Des de 1941 va impulsar les exposicions artístiques a l'edifici de la Diputació, va millorar les comunicacions a la província i va donar suport al desenvolupament urbà de Benidorm. En 1949 va cessar tant del seu càrrec a la diputació com de procurador en Corts.
El 1975, vuit anys després de la seva mort, se li va concedir la Medalla d'Or de la Província.